# 悪魔を見た
『悪魔を見た』（あくまをみた、原題：악마를 보았다）は、2010年公開の韓国映画。

## ストーリー
行方不明になっていた婚約者ジュヨンのバラバラ遺体と対面した国家情報院の捜査官スヒョンは必ず犯人を見付け出して復讐する事を彼女に誓う。
冷酷な復讐鬼と化したスヒョンは元刑事であるジュヨンの父親から得た情報を元に捜査線上に浮上していた疑わしい容疑者達に暴力を用いた強引な取り調べを行うが、その過程でその後も同様の犯行を繰り返していた鬼畜としか言い様のない男、殺人鬼ギョンチョルを発見する。
ギョンチョルが婚約者を殺害した犯人だと確信したスヒョンは彼を襲撃して昏倒させるが、命を奪わずに解放するという意外な選択を取る。
スヒョンはジュヨンの受けた苦しみを何倍にもして味合わせるという『完全なる復讐』を果たすためにギョンチョルを捕まえて重傷を与えては解放するという異常かつ執拗な追跡を開始して...

## キャスト
- イ・ビョンホン - スヒョン
- チェ・ミンシク - ギョンチョル
- オ・サナ（朝鮮語版） - ジュヨン
- チョン・グクァン - チャン
- チョン・ホジン - オ課長
- キム・ユンソ（朝鮮語版） - セヨン
- チェ・ムソン（朝鮮語版） - テジュ
- キム・シウン（朝鮮語版） - セジョン

### 日本語吹き替え
- キム・スヒョン：高橋和也
- チャン・ギョンチョル：磯部勉
- チャン・ジュヨン：大原さやか
- チャン元班長：楠見尚己
- オ課長：ふくまつ進紗
- チャン・セヨン：寺門真希
- その他の日本語吹き替え：丸山壮史／藏合紗恵子／林和良／黒澤剛史／佳月大人／逢笠恵祐／江藤博樹／榊原奈緒子／伊藤春香／美名／海本きくえ／河西健吾

## 受賞とノミネート
| 賞                             | 部門                     | 対象                             | 結果       |
| ------------------------------ | ------------------------ | -------------------------------- | ---------- |
| アジア・フィルム・アワード     | 撮影賞                   | イ・モゲ                         | ノミネート |
| アジア・フィルム・アワード     | 編集賞                   | ナム・ナヨン                     | 受賞       |
| スクリーム賞                   | ホラー映画賞             | 『悪魔を見た』                   | ノミネート |
| スクリーム賞                   | 悪役賞                   | チェ・ミンシク（ギョンチョル役） | ノミネート |
| スクリーム賞                   | インディペンデント映画賞 | 『悪魔を見た』                   | ノミネート |
| ワシントンD.C.映画批評家協会賞 | 外国語映画賞             | 『悪魔を見た』                   | ノミネート |
| ヒューストン映画批評家協会賞   | 外国語映画賞             | 『悪魔を見た』                   | 受賞       |
| セントルイス映画批評家協会賞   | 外国語映画賞             | 『悪魔を見た』                   | ノミネート |
| 百想芸術大賞                   | 大賞                     | 『悪魔を見た』                   | 受賞       |

## ソフト化
日本ではハピネットよりDVD・ブルーレイが2011年8月2日に発売。
- 悪魔を見た スペシャル・エディション（DVD1枚組）
  - 映像特典
    - オリジナル版予告編集・日本版予告編集
    - キャスト・スタッフプロフィール
    - ビジュアル・パンフレット
    - 未公開シーン集（キム・ジウン監督によるコメンタリー付き）
    - 別エンディング（キム・ジウン監督によるコメンタリー付き）
    - キャスト・監督インタビュー集
    - キム・ジウン監督来日時オフィシャルインタビュー

  - 初回限定特典
    - 特製スリーブケース
- 悪魔を見た イ・ビョンホン スペシャルBOX（DVD2枚組）
  - ディスク1：本編DVD（スペシャル・エディションと同様）
  - ディスク2：特典DVD
    - イ・ビョンホンからDVD購入者へのスペシャルメッセージ
    - イ・ビョンホン来日時オフィシャルインタビュー
    - イ・ビョンホンフォトギャラリー
    - ジャパンプレミア模様
    - メイキング 〜2人の悪魔の物語〜
    - コスチュームとヘア&メイクアップについて
    - 二人の男 〜ポスター撮影の記録〜
    - アクションシーンの殺陣メイキング
    - 韓国での試写舞台挨拶

  - 封入特典
    - 大型ポストカードセット（10枚組）
    - オリジナルフォトブック（24P）

  - 特製アウターケース付き
- 悪魔を見た プレミアム・エディション（ブルーレイ2枚組）
  - ディスク1：本編BD
    - 映像特典
      - キャスト・スタッフプロフィール
      - ビジュアル・パンフレット

  - ディスク2：特典BD
    - 本編インターナショナル・バージョン
    - オリジナル版予告編集・日本版予告編集
    - 未公開シーン集（キム・ジウン監督によるコメンタリー付き）
    - 別エンディング（キム・ジウン監督によるコメンタリー付き）
    - キャスト・監督インタビュー集
    - キム・ジウン監督来日時インタビュー
    - メイキング 〜2人の悪魔の物語〜
    - コスチュームとヘア&メイクアップについて
    - 二人の男 〜ポスター撮影の記録〜
    - アクションシーンの殺陣メイキング
    - 韓国での試写舞台挨拶

  - 初回限定特典
    - 特製スリーブケース